# Требс, Рудольф Вольдемарович
Рудольф Вольдемарович Требс (Роман Владимирович Требс) (3 декабря 1925 года, Ленинград — 15 сентября 1988 года, Архангельск) — геолог, нефтяник, первооткрыватель ряда месторождений нефти на севере Тимано-Печорской плиты.

## Биография
В 1941 году, как советский немец, депортирован с семьей из Ленинграда в Архангельскую область. С конца 1940-х годов трудился помощником бурильщика, бурильщиком, начальником экспедиций в разных регионах страны. В 1962 году окончил заочно Саратовский нефтяной техникум. Позднее окончил Высшую партийную школу при ЦК КПСС.
Начал работу в геологической службе Архангельской области с 1974 года. В системе «Архангельскгеологии» организовал и возглавил Варандейскую нефтеразведочную экспедицию, которая за короткий срок открыла в Ненецком округе Варандейское, Торавейское, Наульское, Лабаганское, Тобойское, Мядсейское и другие месторождения.
Был одним из инициаторов, организаторов и руководителей операции «ледовый причал» в посёлке Варандей в 1975 году. Это была первая совместная транспортная операция геологов, моряков, авиаторов и гидрометслужбы по доставке бурового оборудования и материалов на припай Печорского моря с последующей перевозкой по зимникам на буровые. В дальнейшем Требс был начальником организованной им Амдерминской нефтегазоразведочной экспедиции, в последние годы жизни был главным экономистом в ПГО «Архангельскгеология». Награждён орденом «Знак Почета», медалями, знаком «Первооткрыватель месторождения».
Скончался 15 сентября 1988 года. Похоронен в Архангельске на Маймаксанском кладбище.

## Память
Имя Романа Требса, в память о его заслугах присвоено нефтяному месторождению, открытому в 1987 году в Ненецком автономном округе.